# Michel Alcan
Pour les articles homonymes, voir Alcan (homonymie).
Michel Alcan est un ingénieur et homme politique français, né le 24 mai 1810 à Donnelay (Meurthe) et mort le 26 janvier 1877 à Paris.

## Biographie
Fils d'un paysan pauvre, ancien soldat de la République, Michel Alcan naît en 1810 dans une famille israélite. Il travaille aux champs en été et va à l'école du village en hiver.
Le jeune Michel est mis en apprentissage chez un relieur de Nancy mais avide d'études, il suit les cours du soir de la Société des Amis du travail à Nancy, dont il reçoit en 1827 une médaille d'argent pour son zèle. Il s'installe à Paris en 1830 chez le relieur René Simier et prend une part active à la Révolution de 1830 pour soutenir les idées d'égalité politique.
Remarqué par la Commission des récompenses, il est soutenu dans son souhait d'effectuer des études industrielles pour être admis en 1831 à l'École centrale des Arts et Manufactures. Ses études sont financées par Edouard Ternaux. Ainsi, il poursuit sa formation la journée et travaille la nuit comme relieur. Il obtient son diplôme d'ingénieur-mécanicien en 1834 et entreprend son tour de France à pieds.
En 1834, il se fixe à Louviers et est engagé comme ingénieur civil dans l'établissement de l'ingénieur Granger, spécialisé dans la construction de machines à carder la laine. Il est chargé notamment d'expertiser le règlement de l'eau sur l'Eure , mais il  étudie aussi les machines de ces usines : roues hydrauliques, machines à vapeur et les opérations des industries de la laine : filatures, foulon et draperie.
En 1837, il s'installe à son compte à Elboeuf et travaille pour les usines et fabriques de draps. Dans le but d'améliorer par l'instruction la condition ouvrière dont il émane, il fonde un cours public et gratuit sciences élémentaires, de physique et mécanique destiné aux ouvriers,.
Il conçoit un procédé économique de dégraissage chimique dont il dépose le brevet en 1839 avec Eugène Péligot, professeur de chimie de l'École centrale. Cette invention leur vaut une médaille d'argent à l'Exposition nationale la même année, puis une autre médaille à Rouen et à Mulhouse puis une médaille d'or décernée au seul Alcan, en 1844. Ces récompenses l'incitent à poursuivre dans la voie des innovations dans le domaine de l'industrie textile dont il conçoit d'autres perfectionnements récompensés eux aussi.

Les journaux de toute tendance du département normand parlent en termes élogieux de Michel Alcan, vantant sa pédagogie, son dévouement et son intelligence, notamment, :   
« Il est impossible de s'adresser à cette classe si intéressante (les ouvriers) avec des sentiments plus purs et des inspirations meilleures, et celui qui parle à l'ouvrier comme M. Alcan doit être à la fois un homme de bien et un homme de talent. »  
Sans abandonner son cabinet d'études d'Elboeuf, il s'installe à Paris où il s'associe en 1840 au jeune centralien Hippolyte Limet avec lequel il entreprend de nombreuses études et constructions à Charmes, Rouen, Elboeuf, OIssel... Ils participent avec plus ou moins de succès à la Railway mania entre 1841 et 1846, en concevant des ponts, des embranchements, des jonctions pour les chemins de fer de Normandie et deviennent ingénieurs de la Compagnie du Nord-Ouest.
En 1851, à son retour de Londres, il épouse Rosine Caen, de Dijon, dont il a deux filles.
En 1844, Alcan est nommé professeur de technologie appliquée à la filature et au tissage à l'École centrale où il forme jusqu'en 1853 de nombreux fils des chefs d'industrie notamment des maisons d'Alsace, dont Edmond Sée. On le retrouve également au Conservatoire national des arts et métiers où il est nommé par décret du 13 septembre 1852 du Président de la République Louis-Napoléon et où il donne un cours  de filature et de tissage jusqu'à sa mort, à cet auditoire populaire qu'il veut élever en l'instruisant,.
Il publie d'importants ouvrages sur les industries textiles, qu'il enrichit régulièrement des nouveautés technologiques de son temps et son traité sur l'ensemble des industries textiles dédié à son père est qualifié en 1877 comme « le plus important » de toute son œuvre par ses contemporains, en tant que premier ouvrage didactique français dans son domaine. Dans cet essai, ses options pédagogiques originales concernent le travail du coton, du lin, du chanvre, des laines, du cachemire, de la soie et du caoutchouc.
Ami de Dupont de l'Eure qui l'entraîne en politique, il est élu à trente-sept ans député de l'Eure de 1848 à 1849, siégeant avec la gauche libérale modérée et représente le peuple à l'Assemblée nationale de 1848. Il s'y montre adversaire du communisme et des théories de Louis Blanc mais aussi contre des libéraux et favorable à l'embauche à 12 ans et à la journée limitée à 12 heures,. Il vote contre l’impôt progressif et pour l’impôt proportionnel. Ses propositions politiques concernent l'organisation et l'hygiène des habitations ouvrières, et la règlementation sociale du travail. Il prend l'initiative d'une subvention gouvernementale de trois millions accordée en faveur des associations ouvrières,.
Il soutient la candidature d'Eugène Cavaignac et réclame la liberté des clubs et de la presse.
Après son échec aux élections, il reprend ses cours à l'École centrale et sa participation au dictionnaire de Laboulaye. En 1851, il est honoré de deux médailles à la première exposition universelle tenue à Londres. Il invente en 1854 l'expérimentateur phroso-dynamique des fils, appareil servant à mesurer l'élasticité et la robustesse des fils, qui deviendra l'expérimentateur Alcan. Soucieux d'unification, il met au point l'année suivante, une notation algébrique permettant de représenter la structure de tout tissu.
Le 14 novembre 1855, il est fait chevalier  de la Légion d'honneur,, puis officier le 28 août 1875.
Ses compétences dans le domaine industriel lui valent d'être nommé dans de nombreuses institutions publiques et privées : Société des ingénieurs civils de France, Société d'encouragement à l'industrie nationale, Comité consultatif des Arts et Manufactures, Conseil supérieur de l'enseignement technique, Conseil de perfectionnement du Conservatoire, jury des Expositions universelles françaises (1855, 1867) et provinciales...
En tant que Juif et membre du Consistoire israélite depuis 1858 à Paris puis élu à Lyon en 1867, Alcan s'occupe également de sa communauté, particulièrement des institutions de bienfaisance et d'instruction populaire. Il participe activement en 1860 à la souscription lancée par l'AIU et l'avocat Adolphe Crémieux en faveur des chrétiens maronites du Liban massacrés par les Druzes, qui fait naître une polémique aux relents antisémites. Il est le secrétaire du Comité central de cette souscription et n'hésite pas à faire du porte à porte dans la capitale pour recueillir des fonds auprès de ses coreligionnaires juifs pour soulager les chrétiens d'Orient.
Il collabore notamment au Dictionnaire des arts et manufactures et à l'Encyclopédie générale de Charles Laboulaye (1869),. Il est fondateur et éditeur scientifique au « Moniteur des fils, des tissus, des articles de Paris et du matériel de ces industries », créé en 1868 et au « Moniteur des fils, des tissus, des apprêts, de la teinture et du matériel de ces industries » créé en 1869.
En 1873, représentant la France au Congrès international de Bruxelles, il fait adopter le principe d'un numérotage des fils, basé sur le système métrique. Il défend par ailleurs le projet d'une école pratique des filatures à Saint Denis.
Malgré un affaiblissement de sa vue et de sa santé, il tient à assurer ses cours mais après son opération de la cataracte, il les interrompt et dicte à sa fille Pauline un traité resté inédit sur les brevets d'invention pour que la durée de ceux-ci fût ramenée de 15 à 25 ans. Il reprend son travail à la rentrée 1876 mais deux mois plus tard, une maladie le frappe et il meurt le 26 janvier 1877.
Le 1er février 1877, en présence de plus de 500 personnes, du frère de Michel Alcan, du grand-rabbin Kahn du Consistoire de Paris qui prononce les prières d'enterrement, du grand-rabbin Isidor du Consistoire central qui fait ensuite l'éloge du défunt, de diverses personnalités (Roblet, Levasseur, Cohn, l'avocat Bédarride, de la Gournerie, Heilbroon...), le général Morin prononce un discours sur sa tombe au cimetière du Père-Lachaise, retraçant sa vie méritoire et rappelant ses multiples services rendus à l'industrie et à la France. Un détachement de ligne rend les honneurs militaires à la maison mortuaire.

## Autres
- Un portrait de lui exécuté en 1848 par Achille Déveria se trouve au musée Carnavalet à Paris[19].
- Gallica propose trois portraits de lui à différents âges.
- Un buste de Michel Alcan exécuté par Alfred Jean L. Halou se trouve à la Conway Library, Courtauld Institute of Art à Londres[20]
- Dans la politique de conservation patrimoniale des ouvrages de la littérature française, certains des ouvrages de Michel Alcan sont numérisés et réédités[21]

## Publications
- Essai sur l'industrie des matières textiles, comprenant le travail complet du cotton, du lin, du chanvre, des laines, ..., Mathias, 1847 (lire en ligne)
- Dictionnaire des arts et manufactures: description des procédées de l'industrie française et étrangère, Librairie Scientifique-Industriel de L. Mathias (Augustin), 1847. Lire en ligne
- Instruction pour le peuple..., 2 vol., éd. Kessinger Publishing, LLC (September 10, 2010), 1848, 808 pp.  (ISBN 978-1167734892)[22]. Lire en ligne[23]
- Traité complet de la filature du coton, Noblet et Baudry (Paris), 1865, Texte disponible en ligne sur LillOnum
- Traité complet de la filature du coton. Atlas, Noblet & Baudry (Paris ; Liège), 1864, Texte disponible en ligne sur LillOnum
- Fabrication des étoffes, Traité du travail des laines, 3 vol., Édition Paris ; Liège Noblet et Baudry, 1866, lire en ligne sur Gallica
- Traité du travail de la laine cardée, Librairie polytechnique, J. Baudry, 1867. Lire en ligne
- Études sur les arts textiles à l'exposition universelle de 1867, comprenant les perfectionnements récents apportés à la filature, au retordage, etc., 2 vol., Édition Paris : J. Baudry, 1868, lire en ligne sur Gallica
- Traité du travail des laines peignées, 2 vol., Édition Paris : J. Baudry, 1873, lire en ligne sur Gallica